# Павлов, Пётр Георгиевич
Пётр Георгиевич Павлов (болг. Петър Георгиев Павлов; настоящее имя — Пётр Павлович Панчевский; (болг. Петър Павлов Панчевски); 25 января 1902, село Бутан, Княжество Болгария — 17 ноября 1982, София) — болгарский и советский военачальник и государственный деятель, Министр обороны Народной Республики Болгарии (1950—1958). Генерал армии НРБ (22.09.1954) и генерал-майор инженерных войск (21.04.1945) Советской армии.
Воспитанник Советской армии, в рядах которой он вырос от курсанта военно-инженерного училища до генерала, командира соединения инженерных войск. Воевал в Испании, во время Великой Отечественной войны командовал 12-й штурмовой инженерно-сапёрной бригадой РГК. Единственный болгарин, достигший звания генерала в Советской Армии.

## Семья
Отец Петра Павел (на селе все звали его Дедо Пано) окончил два класса начальной школы в Оряхово. Одно время работал писарем при адвокате. В силу всего этого отец считался авторитетом для крестьян, и они шли к нему за советом. Был крестьянином среднего достатка и имел 15 гектаров земли. Под влиянием местного учителя Владимира Петрова отец примкнул к радикальной партии. Во время Первой мировой войны он был на фронте обозником. С фронта возвратился убеждённым земледельцем — членом Болгарского земледельческого народного союза (БЗНС).
9 июня 1923 года, когда власть в стране в блоке с радикалами захватили «сговористы», учитель Петров на сельском сходе заявил: «Пано изменил радикалам и перешёл к земледельцам». И, чтобы подчеркнуть своё презрение к «изменнику», публично дал отцу пощёчину. В семье было пять мальчиков и ни одной девочки. Шестой в семье родилась девочка, которую назвали Недкой, но она умерла совсем маленькой. Мать звали Евдокией.

## Образование
В школу пошёл в 1908 году. Когда вспыхнула Балканская война, Пётр учился в третьем классе. Отца послали воевать с турками. Власти реквизировали упряжной скот вместе с повозками.
В Первую мировую войну отца взяли на фронт. Немного погодя призвали и старшего брата Якима. Обработка земли легла целиком на плечи матери. Петру пришлось на год оставить учёбу.
В 1919 году был принят в Молодёжный коммунистический союз. После окончания оряховской школы в 1921 году поступил в Ломское педагогическое училище, которое окончил в 1923 году. Логику и психологию в то время там преподавал коммунист Тодор Павлов. В начале 1922 года Павлов был избран секретарём молодёжной организации училища.
В 1929 г. окончил Ленинградскую Краснознамённую военно-инженерную школу. В 1931 г. поступил в Военно-транспортную академию на военно-инженерный факультет, которую окончил в 1936 г. Военный инженер.

## Сентябрьское восстание 1923, эмиграция в Югославию
3 октября 1923 года, спасаясь от правительственных войск, эмигрирует в Югославию. 20 июля 1924 года Павлова приняли в члены Болгарской коммунистической партии.

## Выезд в Советский Союз
После взрыва в соборе Святой Недели в апреле 1925 года партия отменила курс на вооружённое восстание и приняла меры для сохранения партийных кадров. Когда власти Болгарии объявили амнистию, партия порекомендовала определённой части товарищей вернуться в Болгарию и после перехода на легальное положение вновь включиться в партийную работу внутри страны. Тех, кому нельзя было возвращаться в Болгарию, особенно из молодых, заграничное бюро ЦК БКП направляло в Советский Союз для учёбы и подготовки к будущей революционной борьбе.
В то время Советское правительство проводило среди белоэмигрантов кампанию за возвращение на Родину. Большая группа белоэмигрантов, собранная в Австрии, 25 сентября 1925 года в составе этой группы было около 70 болгарских политэмигрантов. В советских списках они значились как белоэмигранты. Пётр Павлов числился Петром Георгиевичем Павловским из города Симферополя. Поезд следовал через Чехословакию и Польшу.
После окончания Военно-транспортной академии был направлен начальником школы младших командиров отдельного сапёрного батальона, дислоцированного в Пензе и выполняющего задачу по строительству укреплений на Карельском перешейке. В 1937 г. под псевдонимом «майор Дунайский» сражался на стороне республиканской Испании, за что был награждён орденом Красной Звезды. С весны 1938 г. — начальник инженерных войск Сибирского военного округа.

## Военная служба
После преобразования Сибирского военного округа в 24-ю армию исполнял обязанности начальника инженерных войск армии, участвовал в боевых действиях под Вязьмой, после выхода из окружения был назначен начальником инженерных войск 5-й армии, участвовавшей в обороне Москвы. С мая 1942 г. — начальник группы строительства оперативных заграждений, при перелёте на Северный Кавказ самолёт был сбит, с переломом ноги из Тбилиси был направлен на лечение в Ташкент.
В 1942—1943 гг. — начальник курсов управления командного и начальствующего состава ИВ в Костроме.
С июня 1943 г. и до конца войны — командир 12-й штурмовой инженерно-сапёрной бригады, участвовавшей в боях под Сталинградом, освобождении Донбасса, Запорожья, Мелитополя, Крыма, Никополя, Севастополя, Тирасполя. За освобождение Мелитополя бригада получила наименование Мелитопольской. Участник боёв в Румынии и Болгарии, освобождении Будапешта и Вены.
Генерал-майор инженерных войск (1945).

## В Болгарии
В июне 1945 г. вернулся в Болгарию, был назначен командиром 1-й гвардейской дивизии, в 1947 г. — командиром танковой дивизии, затем — командующий 1-й армией, заместитель министра народной обороны;
В 1950—1958 гг. — министр народной обороны Народной Республики Болгарии. Генерал армии.
В 1958—1962 гг. — Чрезвычайный и Полномочный Посол НРБ в КНР.
Кандидат в члены Политбюро ЦК БКП (1954—1957). Депутат Народного Собрания НРБ (1950—1961).

## Награды
Награды Болгарии
- Герой Народной Республики Болгарии (1972)
- Герой Социалистического Труда Народной Республики Болгарии (1967)
- 4 ордена Георгия Димитрова (1955, 1972, 1977, 1982)
- Ордена Народной Республики Болгарии 1-й (1954) и 2-й (1964) степеней
- Орден «Народная свобода 1941—1944»

Награды СССР
- Орден Красного Знамени (23 октября 1937 г.),
- Орден Суворова II степени (1944 г.),
- Орден Кутузова II степени (16 мая 1944 г.),
- Орден Богдана Хмельницкого II степени (13 сентября 1944 г.),
- Орден Александра Невского (26 января 1944 г.),
- Орден Отечественной войны I степени (30 октября 1943 г.),
- Медали.